# Нападены
Нападены (рум. Năpădeni, Нэпэдень) — село в Унгенском районе Молдавии. Относится к сёлам, не образующим коммуну.

## География
Село расположено на высоте 102 метров над уровнем моря.

## Население
По данным переписи населения 2004 года, в селе Нэпэдень проживает 1021 человек (493 мужчины, 528 женщин).
Этнический состав села:
| Национальность | Число жителей | Процентный состав |
| -------------- | ------------- | ----------------- |
| молдаване      | 1003          | 98.24             |
| румыны         | 6             | 0.59              |
| русские        | 5             | 0.49              |
| украинцы       | 3             | 0.29              |
| гагаузы        | 1             | 0.1               |
| прочие         | 3             | 0.29              |
| Всего          | 1021          | 100%              |